# Berglöming
Berglöming är en sjö i Rättviks kommun i Dalarna och ingår i Dalälvens huvudavrinningsområde. Sjön har en area på 0,371 kvadratkilometer och ligger 419 meter över havet. Sjön avvattnas av vattendraget Lömån. Vid provfiske har abborre, gädda och öring fångats i sjön.

## Delavrinningsområde
Berglöming ingår i det delavrinningsområde (678351-147306) som SMHI kallar för Mynnar i Lömån. Medelhöjden är 360 meter över havet och ytan är 24,53 kvadratkilometer. Det finns inga avrinningsområden uppströms utan avrinningsområdet är högsta punkten. Lömån som avvattnar avrinningsområdet har biflödesordning 4, vilket innebär att vattnet flödar genom totalt 4 vattendrag innan det når havet efter 375 kilometer. Avrinningsområdet består mestadels av skog (83 procent). Avrinningsområdet har 0,37 kvadratkilometer vattenytor vilket ger det en sjöprocent på 1,5 procent.